# 이은재 (정치인)
이은재(李恩宰, 1952년 3월 27일~)는 대한민국의 정치인이다. 제18·20대 국회의원을 지냈다.

## 생애
본관은 전주이며, 경기도 용인에서 태어났다. 건국대학교 행정학과를 나온 후 건국대학교 행정학과 교수와 건국대학교 행정대학원장을 역임했다. 2008년 한나라당 비례대표로 제18대 국회의원을 지냈다. 2012년 11월부터 2015년 9월까지 제9대 한국행정연구원 원장을 지냈다.  2016년 서울 강남구병에 출마하여 제20대 국회의원이 되었다. 2016년 12월 박근혜-최순실 게이트를 계기로 새누리당을 탈당하여 바른정당에 입당했으나, 보수단일화를 통해 정권창출을 하기 위한다고 발표하며 2017년 5월 바른정당을 탈당해 자유한국당으로 복당했다.
2020년에 실시된 제21대 국회의원 선거를 앞둔 상황에서 미래통합당 공천에 참가했으나 컷오프(공천 배제) 판정을 받았으며, 2020년 3월 23일에 미래통합당을 탈당하고 기독자유통일당에 입당했다. 이은재 의원은 "미래통합당의 공천은 차기 대권 주자로 거론되는 황교안 대표의 '예스맨'을 선발하기 위한 사기이자 쇼였다. 동료 의원들과 함께 보수의 가치와 미래통합당을 지켜왔고 문재인 좌파 정권과의 투쟁에 앞장섰던 자신을 '혁신'이라는 미명하에 공천에서 배제시킨 미래통합당에는 더 이상 '미래'도 '통합'도 없다."고 지적했으며, 제21대 국회의원 선거에서 기독자유통일당 비례대표 후보로 출마한다고 밝혔다. 그러나 불교도 이력이 발견되어 논란이 일었고, 서울 강남구 대치동에 위치한 개신교회인 성은감리교회에서 약 24년 동안 집사로 활동했다고 해명하였으나 이중종교 논란이 일었다. 게다가 2019년 7월 13일에 서울 강남구에 위치한 천주교 서울대교구 도곡동성당에서 로마 가톨릭교회 세례를 받으면서 '엘리사벳'이라는 세례명을 받은 사실이 추가로 확인되었다. 이 때문에 기독교 보수주의 정당인 기독자유통일당의 정체성에 맞지 않는다는 지적이 제기되었고 결국 기독자유통일당의 비례대표 후보 공천 과정에서 제외되었다.
2020년 3월 27일에 기독자유통일당을 탈당하고 한국경제당에 입당하여 비례대표 1번 후보로 배정되었다. 그러나 한국경제당이 정당 득표율 0.17%를 기록하여 낙선했고, 한국경제당을 탈당하면서 미래통합당 복당 의사를 밝혔다. 하지만 국민의힘(옛 이름 미래통합당) 비상대책위원회는 2020년 9월 17일에 열린 비공개 회의에서 이은재의 국민의힘 복당을 승인하지 않았다. 그러나 이준석 국민의힘 대표가 대표 취임 이후 "범야권 대통합을 위한 일괄복당 신청 기간을 두겠다"며 큰 결격 사유가 없는 한 일괄 복당 신청을 모두 받아들이겠다고 공언하였고 2021년 8월 5일 국민의힘에 복당하였다.

## 학력
- 서울교육대학 2년 졸업(현재의 전문학사와 동격)
- 건국대학교 행정학과 학사
- 클레어몬드 대학교 대학원 행정학 석사, 박사

## 경력
- 1993년: 건국대학교 정치대학 정치행정학부 교수
- 2004년 9월: 건국대학교 행정대학원장
- 2006년 1월~2008년 5월: 중앙인사위원회 위원
- 2008년 5월~2012년 2월: 제18대 국회의원(한나라당 비례대표)
- 2008년 5월: 한나라당 원내 부대표
- 국회의원 연구단체 미래도시포럼 대표의원
- 제18대 국회 윤리특별위원회 위원
- (사)전주이씨대동종약원 종민회 회원
- 2009년 7월: 한나라당 중앙여성위원회 위원장
- 2009년 7월: 제18대 국회 행정안전위원회 위원
- 2010년 9월: 한나라당 북한인권 및 탈북자, 납북자위원회 위원장
- 2011년 6월: 7.4 전당대회 선거관리위원회 위원
- 제18대 국회 정보위원회 위원
- 제18대 국회 법제사법위원회 위원
- 2012년 2월~2012년 5월: 제18대 국회의원(비례대표/새누리당)
- 2012년 11월~2015년 9월: 제9대 한국행정연구원 원장
- 2016년 5월~2016년 12월: 제20대 국회의원(서울 강남 병/새누리당)
- 2016년 12월~2018년 4월: 제20대 국회 평창동계올림픽 및 국제경기대회지원 특별위원회 위원
- 2016년 12월~2018년 5월: 제20대 국회 전반기 교육문화체육관광위원회 위원
- 2016년 12월~2017년 1월: 제20대 국회의원(서울 강남 병/무소속)
- 2017년 1월~2017년 4월: 제20대 국회의원(서울 강남 병/바른정당)
- 2017년 4월~2020년 5월: 제20대 국회의원(서울 강남 병/자유한국당)
- 2017년 7월~2019년 3월: 자유한국당 대외협력위원장
- 2017년 12월~2018년 12월: 자유한국당 정책위원회 부의장
- 2018년 3월~2018년 5월: 6.13지방선거 자유한국당 서울시당 공천관리간사
- 2018년 7월~2020년 5월: 제20대 국회 후반기 법제사법위원회 위원
- 2018년 7월~2020년 5월: 제20대 국회 후반기 정보위원회 위원
- 2018년 7월: 제20대 국회 대법관(김선수·이동원·노정희) 임명동의에 관한 인사청문특별위원회 위원
- 2018년 8월~2019년 2월: 제20대 국회 후반기 공직자윤리위원회 부위원장
- 2018년 9월~2019년 9월: 자유한국당 서울시당 위원장
- 2019년 3월~2020년 2월: 자유한국당 대외협력위원장
- 2019년 7월~2020년 2월: 자유한국당 재외동포위원회 부위원장
- 미래통합당 탈당(총선 공천 탈락 불복으로 인한 탈당)
- 기독자유통일당 입당
- 기독자유통일당 탈당(총선 공천 탈락 불복으로 인한 탈당)
- 한국경제당 입당
- 한국경제당 탈당
- 2021년 8월~: 국민의힘 복당
- 2022년 11월~: 전문건설공제조합 이사장

## 의정 활동
- 2009년 10월 16일 이은재 의원은 "진실화해위원은 좌익은 선한 피해자, 우익은 악한 가해자처럼 결론을 내고 있어 객관성에 문제가 있다."며 이런 상황에서 많은 예산까지 들여 재단을 만드는 것은 잘못"이라고 주장했다.[12]

- 2009년 10월 5일 교부세 삭감 비난 여론에도 끊이지 않는 신청사 논란. 이로 인해 성남시 새 청사는 한나라당 이은재 의원에게서 '성남 궁전'이라는 질책을 받기도 했다.[13]

- 2016년 8월 31일에 열린 20대 국회 교육문화체육관광위원회의 조윤선 문화체육관광부 장관 후보자 인사청문회에 참석한 이은재 의원은 새누리당 의원들이 8월 29일에 있었던 교문위의 추가 경정 예산안 심의 과정을 문제삼으면서 불참한 것에 대해 불만을 품고 위원장을 향해 "사퇴하세요!"라고 발언했다. 이에 손혜원 더불어민주당 의원은 이은재 의원을 향해 "닥치세요!"라는 발언으로 응수했다.

- 2016년 10월 6일에 열린 교육문화체육관광위원회 국정감사에서는 조희연 서울시 교육감에게 질의하는 과정을 통해 MS 오피스 프로그램과 한글 워드 프로그램을 교육청에서 수의계약으로 일괄 구매하고, 일선 학교에서 집행해야할 학교 운영비를 교육청이 교육행정기관까지 포함해서 집행했다는 사실을 지적했다. 이에 이은재 의원은 조희연 교육감을 향해 "사퇴하십시오!"라고 발언하여 일으켰다.[14]

- 2018년 2월 27일 국회에서 열린 교육문화체육관광위원회 전체회의에 참석해 자사고·특목고 폐지 정책에 따른 강남지역의 집값 폭등에 대해 김상곤 사회부총리와 설전을 벌였다. 이은재 의원은 이 과정에서 두 사람을 중재하는 유성엽 위원장에게 "왜 자꾸 '깽판' 놓으시는 거에요? 차분하게 하는데 계속 중간에서 지금 '겐세이'(견제를 뜻하는 일본어) 놓은 거 아닙니까?"며 비속어를 쏟아냈다.[15]

- 2018년 11월 8일 국회에서 열린 예산결산특별위원회에 참석한 이은재 의원은 "위원장님께서는 동료 의원들의 질의에 대해 평가하고 '야지'(야유를 뜻하는 일본어)를 놓는 의원들을 퇴출해 주시기 바랍니다."라고 발언했다. 또한 2018년 11월 26일에 열린 국회 예산 심사 과정에서 농촌진흥청의 스마트팜 빅데이터 개발 사업이 농림축산식품부의 ICT(정보 통신 기술) 사업과 중복된다는 사실을 지적하면서 "국민 혈세로 막 이렇게 '뿜빠이'(분배를 뜻하는 일본어)해서 이래도 되는 겁니까?"라고 발언했다.[16]

## 논란
2008년 국정감사 점검회의에서 과거 노무현 전 대통령의 사저에 ‘컴퓨터용 대형 팬’이 있다고 주장했으나 이는 사실 에어컨 실외기였다.
3월 국무조정실 감사에서 과거 한국행정연구원장으로 재직하며 법인카드로 장을 보거나 향수를 구입하는 등 개인적인 용도로 사용했다는 사실이 밝혀진바 있다.
2016년 6월 국회 교육문화체육관광위원회 소속으로 사립학교 법인의 이사를 겸직하며 학사운영 의결에도 참여해, 국회법상 겸직 금지 조항을 위반했다.
보좌진 지인에게 연구용역 3건을 발주한 이후 연구비 약 1220만원을 되돌려 받았다는 의혹이 제기됐다. 이은재 의원 측은 "그 건에 관련해선 하고 싶은 말이 없다"며 해명을 거부했다. 하승수 세금도둑잡아라 공동대표는 "용역비를 계좌로 입금했다가 다시 돌려받는 이른바 `깡` 방식으로 국민 세금을 빼돌린 명백한 사기 행위"라며 "국가와 국민을 상대로 국회의원이 사기 행각을 벌인 것"이라고 비판했다.
제21대 국회의원 선거에서 한국경제당 비례대표 후보로 활동했던 이은재 의원은 2020년 4월 12일에 서울특별시 서초구 서초동에 위치한 대검찰청 앞에서 "윤석열 검찰총장을 사수하자"라는 취지에서 혈서를 썼다고 밝혔는데 인터넷 매체 시사포커스에서 운영하는 유튜브 채널인 시사포커스TV가 해당 장면을 촬영했다. 하지만 붕대를 감은 자신의 손가락을 깨무는 동작을 취한 상태에서 "윤석열 사수"를 '윤석렬 사수'라고 잘못 적는가 하면 자신의 피가 아닌 포비돈-아이오딘(신원을 알 수 없는 남자가 이은재 의원에게 건네주는 과정에서 머큐로크롬을 뜻하는 일본어 표현인 '아까징끼'라고 불렀음)을 섞은 액체로 글씨를 쓴 사실이 드러나면서 비판과 조롱의 대상이 되었다.

## 역대 선거 결과
|  | 37.48% |

|  | 57.80% |

|  | 0.17% |

## 소속 정당
| 소속 정당 | 소속 정당      | 소속 기간 | 비고      |
| --------- | -------------- | --------- | --------- |
|           | 한나라당       | 2008~2012 | 정계 입문 |
|           | 새누리당       | 2012~2016 | 당명 변경 |
|           | 무소속         | 2016~2017 | 탈당      |
|           | 바른정당       | 2017      | 창당      |
|           | 무소속         | 2017      | 탈당      |
|           | 자유한국당     | 2017~2020 | 복당      |
|           | 미래통합당     | 2020      | 합당      |
|           | 무소속         | 2020      | 탈당      |
|           | 기독자유통일당 | 2020      | 입당      |
|           | 무소속         | 2020      | 탈당      |
|           | 한국경제당     | 2020      | 입당      |
|           | 무소속         | 2020~2021 | 탈당      |
|           | 국민의힘       | 2021~현재 | 복당      |

## 같이 보기
- 대한민국의 제18대 국회의원 선거 한나라당 비례대표#후보 목록
- 강남구 병
- 서울 강남구의 국회의원